# Julio Grondona
Julio Humberto Grondona (Avellaneda, Buenos Aires, 18 de setembre de 1931 — 30 de juliol de 2014) va ser un dirigent de futbol argentí que va exercir com a president de l'AFA durant trenta-cinc anys (1979-2014) i com a vicepresident sènior de la FIFA, sent la persona que més anys va estar al capdavant de l'ens regulador del futbol argentí. La seva gestió va estar marcada pel pluralisme esportiu, ja que institucions petites com Ferro, Lanús, Arsenal, Argentinos Juniors, Banfield entre d'altres, van ser campions de l'Argentina.

## Carrera esportiva
El 1948 va ser fitxat pel River Plate, on va jugar com a volant de creació, i va arribar a la cinquena divisió. Després va passar pel Club Atlético Defensores de Belgrano, on va jugar per poc temps a la tercera divisió, fins que finalment va ser, simultàniament, jugador i dirigent de l'Arsenal Fútbol Club.

## Carrera com a dirigent esportiu
Va començar la seva carrera com a dirigent de futbol fundant, l'11 de gener de 1956, l'Arsenal Fútbol Club a la ciutat de Sarandí, juntament amb el seu germà Héctor, Juan Carlos Urtasún, Juan Elena i Américo Besada. Va ocupar la presidència d'aquest club durant gairebé vint anys, des de 1957 a 1976, i des d'aquest any fins a 1979 va ser president del Club Atlético Independiente on va aconseguir els títols de campió de la Copa Interamericana de 1976 i el Nacional de 1977, entre d'altres.
La seva campanya com a dirigent de l'Independiente va arrencar el 1962, quan va ser convocat per presidir la subcomissió de futbol professional. En aquesta funció va aconseguir els títols de campió de la Primera Divisió el 1963, la Copa Libertadores d'Amèrica de 1964 i 1965 i el Torneig Nacional de 1967. El 1970, després de la derrota de la Lista Roja a les eleccions del club, es va allunyar de la institució per retornar-hi el 1976, després d'imposar-se a les eleccions derrotant a l'oficialista José Epelbóim, en aquell temps responsable del futbol professional de l'Independiente, l'equip multicampió de la dècada dels 70.
El 6 d'abril de 1979, gairebé un any després que la Selecció Argentina aconseguís la seva primera Copa Mundial de Futbol al torneig disputat a l'Argentina durant la dictadura autodenominada Procés de Reorganització Nacional, va ser designat president de l'Associació del Futbol Argentí (AFA), amb l'important suport de Carlos Alberto Lacoste. Va exercir aquest càrrec de manera ininterrompuda, des de 1979 fins al dia de la seva mort, ocorreguda el 30 de juliol de 2014. Així mateix, va ser vicepresident primer de la FIFA des del 30 d'abril de 1988, ocupant la presidència de la Comissió de Finances i el Consell de Màrqueting i Televisió de la mateixa entitat.
Durant la seva gestió al capdavant de l'AFA, la Selecció Argentina va obtenir el Campionat Mundial de Mèxic '86, dues medalles d'or als Jocs Olímpics d'Atenes 2004 i Pequín 2008, la Copa FIFA Confederacions 1992, i les Copes Amèrica de 1991 i 1993, també 6 mundials juvenils sub-20 (1979, 1995, 1997, 2001, 2005, i 2007) i diversos campionats sud-americans juvenils. A més, es va construir el Complex Habitacional Esportiu d'Ezeiza, lloc de concentració i entrenament de les seleccions nacionals.

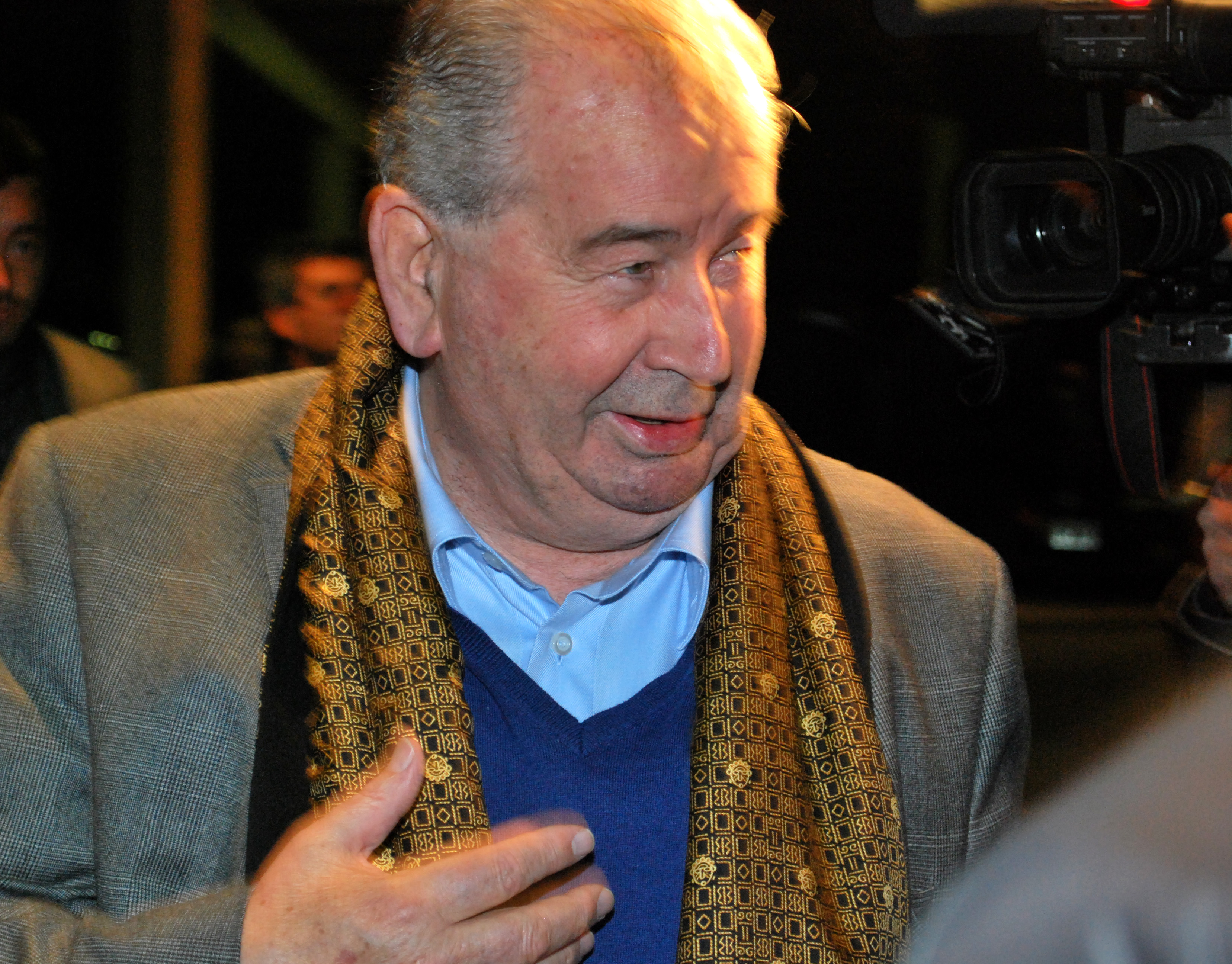
Julio Grondona a 2009.

## Controvèrsies
El 1969, sent president de l'Arsenal, va ser suspès per un any per l'AFA per exercir com a dirigent després d'agredir a l'àrbitre Filaccione, la qual cosa li va impedir presentar-se com a candidat a president de l'Independiente a les eleccions de 1970. Grondona era, simultàniament, president de l'Arsenal i president de la subcomissió de futbol professional del Club Independiente.
El 2010, davant la reclamació dels clubs que jugaven el Torneig Argentí A, demanant un augment del pressupost per fer front als alts costos que requeria aquest torneig, la resposta de Grondona va ser: “A mi no m'importa un rave si vostès juguen o no; ja vaig despatxar a Maradona i no tindria problemes amb vostès”.
Segons paraules del mateix Grondona "L'Argentí C és un torneig de potrero organitzat", fent referència al Torneig de l'Interior, del que participen clubs de l'interior del país.
L'expresident del Club Atlético Independiente, Andrés Ducatenzeiler, afirmà que va fer un "pacte de cavallers" perquè els partits fossin dirigits per àrbitres de tots dos sindicats existents a l'Argentina en veure's amenaçat pel descens i una suposada intromissió de l'AFA perquè això succeís. Anys després, entre altres coses diria: "Els clubs que no pacten amb Grondona acaben fosos". Segons les declaracions del president de l'Independiente de 2002, Grondona va seguir amb el compromís acordat fins que faltant tres jornades per a la finalització del campionat, amb l'Independiente ja fora del perill de descens, es va tornar a reunir i li va dir que els últims tres àrbitres els designaria ell. En aqull mateix moment es va produir la ruptura entre tots dos personatges, el club d'Avellaneda aconseguiria el campionat i poc temps després, Andrés Ducatenzeiler, va anar a judici contra l'AFA, del qual va sortir-ne airós, però sense repercussió als mitjans per tot el que va deixar de declarar sobre la presa de decisions a l'associació argentina i el paper de Grondona en totes elles.
L'octubre de 2002, el jutge Juan José Mahdjoubian va decidir processar Julio Grondona juntament amb l'empresari i president del Boca Juniors, Mauricio Macri, per administració fraudulenta en la compra dels sistemes de video per a controlar la seguretat dels estadis. El magistrat sospitava el pagament de sobrepreus en la contractació del club de la Ribera: el Boca va pagar 1.214.730 dòlars, mentre que altres clubs com el River Plate van pagar una suma amb prou feines superior al mig milió de dòlars.
A finals de 2011, l'empresari Carlos Àvila va promoure una denúncia contra Grondona per presumpta "administració fraudulenta" i "blanqueig de diners". En la causa es van incloure diverses proves i una càmera oculta que comprometia a Grondona amenaçant de mort al periodista Alejandro Fantino. La denúncia no va prosperar.
El gener de 2013, la revista francesa France Football va destapar l'escàndol de corrupció conegut com a Cas Qatargate. Segons els autors del reportatge, Julio Grondona era un dels deu principals actors en la compra de vots per aconseguir que la candidatura de Qatar fos la seu dels mundials de 2022.
L'any 2015, amb les investigacions dirigides pel Departament de Justícia dels Estats Units per a destapar la corrupció al voltant de la FIFA i que va donar lloc a l'escàndol conegut com a Cas Fifagate, va ser detingut l'empresari argenti, Alejandro Burzaco que, després de ser extradit als EUA es va declarar culpable i va confessar les trames de corrupció entre la seva empresa, Torneos y Competencias, i diversos executius de les federacions sud-americanes integrades a la Conmbeol. Burzaco va admetre haver pagat quinze milions de dòlars a Julio Grondona per aconseguir els drets de màrqueting dels mundials de 2026 i 2030.
L'agost de 2018, el periodista argentí, Facundo Pastor, va publicar el llibre titulat "El Gran arrepentido", un treball reconstruint la història de l'empresari Burzaco i la connexió argentina del cas Fifagate. Una investigació que posava al descobert la ruta del diner negre que se li hauria pagat a Julio Grondona.
A partir de la seva mort, les denúncies sobre la seva persona van ser aclaparadores. El 2017, Eladio Rodríguez, exempleat de l'empresa Torneos, va declarar que Julio Grondona "cobrava sempre en efectiu suborns pels drets de TV dels partits amistosos de la selecció argentina, de les eliminatòries per als Mundials, de la Copa Libertadores i de la Copa Sud-americana".

## Mort
El 30 de juliol de 2014, Grondona va ingressar al Sanatorio Mitre de la ciutat de Buenos Aires, després d'una sobtada indisposició que va començar la nit anterior. No obstant això, mentre l'estaven preparant per a ser intervingut quirúrgicament, va patir la ruptura d'un aneurisma a l'aorta abdominal (AAA), la qual cosa va acabar provocant la seva defunció. El decés va ocórrer a les 12.51 i va ser comunicat oficialment a les 13.30, hora de l'Argentina. Tenia vuitanta-dos anys i continuava exercint la presidència de l'Associació del Futbol Argentí, càrrec que ostentava de manera ininterrompuda des de l'any 1978. El seu lloc al capdavant del futbol argentí va ser ocupat de forma provisional pel vicepresident primer, Luis Segura, d'acord amb els estatuts de l'AFA.
La vetlla es va celebrar a la finca que l'AFA té a Ezeiza. Moltes figures de l'ambient futbolístic, polític i dirigent van passar per allí, entre les més destacades: el cap de govern de la ciutat de Buenos Aires, Mauricio Macri, el cap de gabinet nacional, Jorge Capitanich, el governador de la província de Buenos Aires, Daniel Scioli, el DT de la selecció nacional, Alejandro Sabella, el president de la Conmebol, Eugenio Figueredo i el seu antecessor, el paraguaià Nicolás Leoz. Els presidents del Boca Juniors, Daniel Angelici; del River Plate, Rodolfo D'Onofrio; de l'Independiente, Hugo Moyano, i el vicepresident del San Lorenzo, Marcelo Tinelli i els exdirectors tècnics, Carlos Bilardo, Alfio Basile i José Pékerman.
També van assistir a la vetlla els jugadors de la selecció, Javier Mascherano, Maxi Rodríguez, Fernando Gago i Lionel Messi, igual que el President de la FIFA, Joseph Blatter, i els exjugadors, Román Riquelme i Martin Palermo, entre d'altres.
Les seves restes van ser inhumades al panteó familiar del cementiri d'Avellaneda.